# Stone of Setter
Koordinaten: 59° 13′ 8,2″ N, 2° 45′ 52″ W

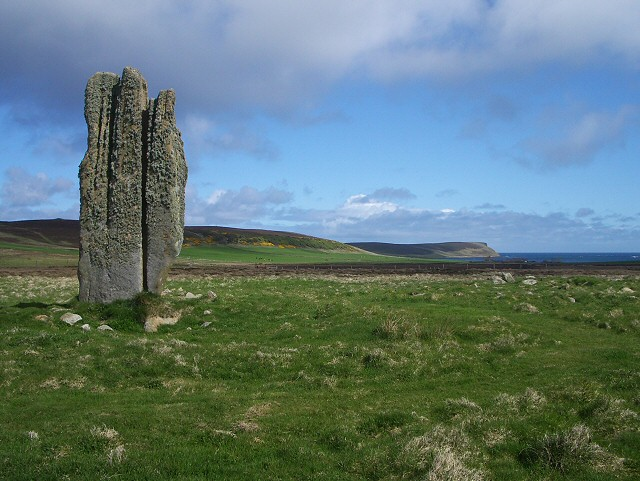
Stone of Setter, Eday

Der Stone of Setter (auch Stone o’ Setter) ist ein Menhir (englisch Standing Stone) im Norden der Insel Eday auf dem Höhenrücken zwischen dem Calfsound und dem See Mill Loch.
Der Stein ist an der Basis 2,2 m breit und über 4,5 m hoch. Er ist somit der höchste Megalith der Inselgruppe außerhalb der Insel Mainland. Er liegt am Fuße mehrerer Grabhügel (Braeside, das zwei-etagige Huntersquoy und Vinquoy). 300 m nördlich des Steines liegt der Fold of Setter, eine runde Einhegung von etwa 84 m Durchmesser und unbekannten Datums.
Rinnenkarren, die sich von oben senkrecht in den Stein geschnitten haben, geben dem Monolithen das Aussehen einer riesigen steinernen Hand, was ihm einen Platz in der lokalen Folklore sicherte. Der Stein soll von einem lokalen Gutsherren aufgestellt worden sein, wobei seine Frau zu Tode kam.